# Emil Benthien
Emil Oscar Benthien (født 24. september 1882 i København, død 6. oktober 1958 i Birkerød) var en dansk grosserer og indehaver af det kongelige hof-bagerfirma E. Rubow's Efterfølger.
Benthien var søn af grosserer Emil Benthien og Hansine f. Nielsen. Da han var tre år gammel, døde hans far og efterlod hans mor i økonomiske vanskeligheder med fem små børn. Hun overtog siden bagerfirmaet E. Rubow's Efterfølger med stor dygtighed og blev hurtigt en velhavende dame. Benthien modtog en grundig handelsuddannelse i Danmark samt i både Hamborg og London. Han indtrådte i familiefirmaet i 1910 og blev eneindhaver efter sin mors død i 1912. Tillige var han fra 1925-33 medlem af Københavns bagerlaugs bestyrelse.
Benthien var i begyndelsen af 1916 forlovet med Betty og Peter Nansens 20-årige datter, Esther Nansen, hvilket medførte en del offentlig opmærksomhed. Betty Nansen, som indspillede film i USA, erklærede sig imidlertid syg og hidkaldte sin datter til New York, hvilket udsatte det planlagte forårsbryllup, og siden blev forlovelsen hævet. Efterfølgende giftede Benthien sig i 1917 med Gerda f. Herforth, datter af kreditforeningsdirektør Carl Herforth.